# Arguis
Arguis és un municipi aragonès situat a la província d'Osca i enquadrat a la comarca de la Foia d'Osca. El municipi agrupa el nucli de Bentué de Rasal, situat a 914 metres d'altitud.